# Камінь Матвеєва
Ка́мінь Матве́єва (рос. Камень Матвеева) — скелястий острів в затоці Петра Великого Японського моря. Знаходиться за 540 м на захід від острова Руського при вході до бухти Воєвода. Адміністративно належить до Фрунзенського району Владивостока Приморського краю Росії.

## Географія
Острів — це скеля з приєднаною гальковою косою, найширша в основі та вузька на кінці. Особливістю острова є те, що коса напрямлена на південь, так як саме з півдня острів захищений від хвиль островом Руським. А північний бік, навпаки, піддається впливу хвиль Амурської затоки і саме уламки від абразії складають південну косу. Довжина острова варіюється в межах 5 м в залежності від припливів.
З рослинності на острові зростає лише трава в основі коси. На пласку вершину скелі йде стежка. Сама скелі є місцем збору пташиних базарів. На вершині знаходяться залишки забетонованої основи під знак, що світиться. На південь від острова на 270 м тягнеться підводна кам'яниста гряда. Влітку острів відвідують туристи, взимку до нього можна потрапити автомобілем по льоду. Острів обмерзає льодом з середини січня і тримається так до початку березня.